# Prithvi Defence Vehicle
Desde 2009, DRDO desarrolla un nuevo misil interceptor de la familia  Prithvi, alias PDV, viendo a sustiyuir al PAD en la combinación PAD/AAD. Será un misil de dos etapas y en las que ambas serán impulsadas por propelentes sólidos y tendrá un sistema innovador para controlar el misil en una altitud de más de 150 km, un buscador IIR para poder interceptar también a otros misiles. El PDV ha sido diseñado para interceptar a objetivo en altitudes encima de 150 km (93 mi). El primer PDV entró en servicio en  2014.

### Desarrollos relacionados
- PAD
- AAD

### Sistemas similares
- THAAD
- Aegis BMD
- Hetz\Arrow
- Cheolmae 4-H
- S-400 Triumf
- HQ-19